# Rebel Revolution Fest
Rebel Revolution Fest è stato un evento musicale italiano organizzato da Trenitalia in collaborazione con le emittenti radiofoniche RTL 102.5 e Radio Zeta che si è svolto il 4 e il 5 ottobre 2024 presso il Parco Schuster di Roma con la conduzione di Giulia Laura Abbiati e Luigi Santarelli.

## Il programma
L'evento, nato per inaugurare il nuovo brand Regionale di Trenitalia per un trasporto più sostenibile, ha visto esibizioni live da parte di diversi artisti del panorama musicale nazionale e internazionale presso il Parco Schuster, situato nei pressi della stazione di Roma Ostiense.

## Edizioni
| Edizione | Anno | Periodo        | Periodo        | Puntate | Conduzione           | Conduzione       | Trasmissione          | Trasmissione                | Trasmissione   | Organizzatore | Location             | Location             |
| Edizione | Anno | Inizio         | Fine           | Puntate | Conduzione           | Conduzione       | Radio                 | TV                          | Streaming      | Organizzatore | Location             | Location             |
| -------- | ---- | -------------- | -------------- | ------- | -------------------- | ---------------- | --------------------- | --------------------------- | -------------- | ------------- | -------------------- | -------------------- |
| 1ª       | 2024 | 4 ottobre 2024 | 5 ottobre 2024 | 2       | Giulia Laura Abbiati | Luigi Santarelli | RTL 102.5, Radio Zeta | RTL 102.5 TV, Radio Zeta TV | RTL 102.5 Play | Trenitalia    | Parco Schuster, Roma | Parco Schuster, Roma |

### Prima edizione (2024)
La prima edizione è andata in onda il 4 e il 5 ottobre 2024 al Parco Schuster di Roma con la conduzione di Giulia Laura Abbiati e Luigi Santarelli.

#### Artisti (in ordine di uscita)
- Prima data:
  - Noemi – Non ho bisogno di te, Glicine, Sono solo parole, Vuoto a perdere, Makumba, Hula-Hoop
  - Petit – Lingerie, Tornerai, Mammamì
  - Leon Faun – Funerale mio, Ragazzo normale
  - Clara – Origami all'alba, Diamanti grezzi, Nero gotico
  - Leo Gassmann – Dammi un bacio ja'
  - Benji & Fede – Musica animale, Estate punk
  - Ditonellapiaga – È tutto vero, Chimica
  - Alfa – Cin cin, Ci sarò, Vabbè ciao, Vai!, Bellissimissima
  - Articolo 31 – Un urlo, Spirale ovale, Peyote
- Seconda data:
  - La Rappresentante di Lista – Paradiso, Diva, Ciao ciao, Amare
  - Fred De Palma – D'estate non vale, Ti raggiungerò, Una volta ancora, Passione
  - Rocco Hunt – Ti volevo dedicare, Musica italiana, A un passo dalla Luna, Non litighiamo più, Nu juorno buono
  - Olly – Meno male c'è il mare, A squarciagola, Per due come noi, Devastante
  - Alessandra Amoroso – Comunque andare, Vivere a colori, Mezzo rotto (con BigMama)
  - BigMama – Cento occhi, Sangue, Touchdown, La rabbia non ti basta, Mamasutra
  - Paola & Chiara – Festival, Vamos a bailar (Esta vida nueva), Furore, Il linguaggio del corpo (con BigMama)
  - Massimo Pericolo – Straniero, Amici, Moneylove, Totoro 2
  - Sarah Toscano – Sexy magica, Roulette, Tacchi (fra le dita)
  - Achille Lauro – Bam Bam Twist, Maleducata, Rolls Royce, Marilù
  - Merk & Kremont – DJ set

## Programmazione
| Edizione | Trasmissione          | Trasmissione                | Trasmissione   | Anno | Stagione | Programmazione | Programmazione | Programmazione | Programmazione | Programmazione | Programmazione | Programmazione | Collocazione |
| Edizione | Radio                 | TV                          | Streaming      | Anno | Stagione | L              | M              | M              | G              | V              | S              | D              | Collocazione |
| -------- | --------------------- | --------------------------- | -------------- | ---- | -------- | -------------- | -------------- | -------------- | -------------- | -------------- | -------------- | -------------- | ------------ |
| 1ª       | RTL 102.5, Radio Zeta | RTL 102.5 TV, Radio Zeta TV | RTL 102.5 Play | 2024 | autunno  |                |                |                |                |                |                |                | Prima serata |